# كارل برغر (كاتب)
كارل برغر (بالإنجليزية: Carl Burger)‏ هو كاتب للأطفال وكاتب أمريكي، ولد في 18 يونيو 1888، وتوفي في 30 ديسمبر 1967.